# Allophylus leucoclados
Allophylus leucoclados är en kinesträdsväxtart som beskrevs av Ludwig Radlkofer. Allophylus leucoclados ingår i släktet Allophylus och familjen kinesträdsväxter. Inga underarter finns listade i Catalogue of Life.